# Јулијан Брант
Јулијан Брант (2. мај 1996) професионални је немачки фудбалер који игра у везном реду. Тренутно наступа за Борусију Дортмунд и репрезентацију Немачке.

## Статистика каријере

### Репрезентативна
Ажурирано 14. новембра 2021.
| Репрезентација | Година | Наступи | Голови |
| -------------- | ------ | ------- | ------ |
| Немачка        |        |         |        |
| 2016           | 4      | 0       |        |
| 2017           | 9      | 1       |        |
| 2018           | 10     | 1       |        |
| 2019           | 8      | 1       |        |
| 2020           | 4      | 0       |        |
| 2021           | 1      | 0       |        |
| Укупно         | Укупно | 36      | 3      |

## Трофеји
Борусија Дортмунд
- Куп Немачке: 2020/21.

Немачка до 19
- Европско првенство до 19 година: 2014.

Немачка
- Куп конфедерација: 2017.

Индивидуални
- Тим сезоне Бундеслиге: 2018/19.